# Léalvillers
Léalvillers (picardisch: Lavilé) ist eine nordfranzösische Gemeinde mit 158 Einwohnern (Stand 1. Januar 2022) im Département Somme in der Region Hauts-de-France. Die Gemeinde gehört zum Kanton Albert und ist Teil der Communauté de communes du Pays du Coquelicot.

## Geographie
Léalvillers liegt rund zwei Kilometer südwestlich von Acheux-en-Amiénois an der Départementsstraße D114 nach Hérissart.

## Einwohner
| 1962 | 1968 | 1975 | 1982 | 1990 | 1999 | 2006 | 2010 |
| ---- | ---- | ---- | ---- | ---- | ---- | ---- | ---- |
| 161  | 161  | 158  | 182  | 183  | 166  | 178  | 181  |

## Verwaltung
Bürgermeister (maire) ist seit 2001 Jacques Roger.

## Sehenswürdigkeiten
- Die einschiffige, 1765 errichtete und im Ersten Weltkrieg beschädigte Kirche Saint-Pierre mit Hauptaltar aus der Abtei Clairfay im nahe gelegenen Varennes (Varennes-en-Croix).